# Lillesand–Flaksvandbanen
Lillesand – Flaksvandbanen (LFB) var en smalsporet jernbane i Aust-Agder (nu Agder) fylke i Norge. Jernbanen gik fra Lillesand til Flaksvatn i Birkenes kommune. Den var i drift fra 1896 til 1953.

## Historie
LFB var en smalsporet jernbane uden forbindelse til det nationale jernbanenet. Lokalt blev den kaldt for "Tertitten", og den blev anset for at være en tertiærbane med offentlig støtte og et begrænset trafikgrundlag. Tracéen fulgte stort set en nuværende fylkesvei 402.
Banen var den første til almindelig trafik, der blev åbnet i Agder-fylkerne. De første planer til den kom frem i begyndelsen af 1870'erne, da "Lillesand Jernbanekomité" ønskede at forbedre transporten af tømmer mellem nabobygderne og kysten. 
I december 1884 tog amtsmanden i Nedenes spørgsmålet om bygningen af en ny jernbane op med Indredepartementet. Derefter blev "Komitéen for tertiær Jernbaneanlæg Lillesand-Flaksvand" udpeget. Den første undersøgelse af linjeføringen fandt sted i 1886.
Forslaget om anlæggelsen af banen blev fremsat for Stortinget 7. marts 1889 og vedtaget 22. juni 1891. 31. august 1891 fik "Det interkommunale Selskabet Lillesand-Flaksvandsbanen" ved kongelige resolution koncession for 30 år, regnet fra 4. juni 1896. Efterfølgende blev der givet syv yderligere koncessioner af varierende varighed.
Bygningen af banen kostede 537.350 NOK. Finansieringen skete hovedsageligt ved aktietegning og tilskud fra staten, Nedenes amt og forskellige kommuner. Aktiekapitalen var på 417.350 NOK med følgende fordeling: Staten 100.000 NOK, Nedenes amt 20.000 NOK, Lillesand kommune 181.500 NOK, Birkenes kommune 60.000 NOK, Vestre Moland kommune 28.700 NOK, Herefoss kommune 13.300 NOK, Mykland kommune 9.500 NOK, Vegusdal kommune 3.500 NOK og private i Åmli 850 NOK. Desuden gav staten et tilskud på 100.000 NOK og Nedenes amt et tilskud på 20.000 NOK. Efterfølgende gav Lillesand kommune et lån på 55.000 NOK og staten et rente- og afdragsfrit lån på 37.000 NOK.
Bygningen af banen blev foretaget af norske og svenske anlægsarbejder, såkaldte jernbanebørster. Alt arbejde skete med håndkraft med spader, trillebør og forskelligt stenhuggerværktøj. Arbejdet blev ledet af anlægsingeniør Nicolay N. Sontum fra Bergen. Den færdigbyggede bane, stationerne og materiellet blev besigtiget af Arbeidsdepartementet 21. maj 1896. Indvielsen blev foretaget af statsråd Peder Nilsen den 3. juni 1896.
Banen havde 13 ansatte: 1 driftsbestyrer (samtidig stationsforstander i Lillesand), 3 stationsforstanderen, 2 lokomotivførere, 2 fyrbødere, 1 konduktør, 1 remisearbejder og 2 banevogter. Driftsbestyrerne var: Bernt Siegvardt Ruud (1896–1900), Halvdan Holst (1900–1913), Nils Rosenberg (1913–1919), Arent Monrad Knudsen (1919–1948) og Odd Johannessen (1948–1956).
I 1900 blev 38 % (13.000 tylvter) af alt tømmer fra Tovdalselva transporteret med banen til Lillesand. Persontrafikken mindskedes hurtigt og overgik fra 1928 hovedsageligt til banens egne busser.
Selskabet ønskede at afvikle driften fra 1. juli 1953, men da det eneste lokomotiv, der var i drift, nr. 1 "Lillesand", forfaldt til hovedrevision 15. juni, blev dette dagen for det sidste tog. Selskabet havde forberedt overflytningen af tømmertransporten til egne lastbiler og fik af departementet lov til at gennemføre et prøveår, med jernbanens statstilskud, frem til 1. juli 1954. Lastbiltransporten faldt heldigt ud, og på generalforsamlingen 29. december 1954 blev det endeligt vedtaget at nedlægge banen. Derefter blev sporene og det rullende materiel udbudt til salg. Buddet gik til skrothandleren Arne Bakke i Oslo for 105.000 NOK. Sporene blev derefter fjernet og det rullende materiel hugget op. 
Efter afviklingen af jernbanedriften fortsatte selskabet bag med rute- og lastbiler indtil 1968. Banens arkiv befinder sig hos Kuben i Arendal. Det omfatter blandt andet mødereferater, kopibøger, korrespondance, tegninger og regnskabsbøger.